# 담가화로구이

## 담가화로구이
담가화로구이는 대한민국의 숙성육 전문 고깃집 프랜차이즈이다. 주로 소고기와 이베리코 돼지고기를 전문으로 취급하며, "추가 주문 시 반값 할인"이라는 독특한 가격 정책으로 소비자들에게 알려졌다.

### 개요
담가화로구이는 (주)담가에서 2024년에 론칭한 외식 브랜드로, '큐브 눈꽃살'과 '마늘 갈비살' 등의 시그니처 메뉴를 선보이며 빠르게 성장했다. 본래는 경상남도 양산시 소규모 지역 맛집으로 시작했으나, 획기적인 가격 전략과 숙성 기술을 통해 프랜차이즈 사업을 확장하게 되었다. 본사는 경기도 구리시에 위치해 있다.

### 특징 및 경영 전략
담가화로구이의 가장 큰 특징은 가성비 높은 프리미엄 숙성육을 제공하는 것이다. 이는 다음 두 가지 경영 전략을 통해 가능하다.
- 반값 할인 정책: 첫 주문 시 일정 금액을 지불하면, 이후 같은 메뉴 또는 다른 일부 메뉴를 반값에 추가 주문할 수 있는 시스템을 도입했다. 이로 인해 고객들이 추가 주문을 많이 하기 위해 한 번에 많은 인원으로 오도록 동기 부여를 제공하여 테이블당 단가와 재방문율을 높이는 효과를 거두었다.[4]
- 효율적인 인건비 관리: 식자재를 간편한 팩 형태로 공급하는 '원팩시스템'을 운영하여 조리 과정을 최소화하고, 찬 종류를 최소화하고 '테이블오더'를 도입하여 서빙 과정도 획기적으로 줄였으며 고객이 직접 고기를 구워 먹는 방식을 채택했다. 이를 통해 인건비를 절감하고, 그 비용을 고기 가격에 반영하여 소비자들에게 저렴하게 고기를 제공할 수 있었다.[5]

### 주요 메뉴
담가화로구이는 주로 소고기 및 이베리코 돼지고기 메뉴를 중심으로 운영하며, 주요 메뉴는 다음과 같다.
- 큐브 눈꽃살: 소고기 등심을 큐브 모양으로 썰어낸 메뉴로, 담가화로구이의 대표 메뉴이다.
- 마늘 갈비살: 마늘 양념으로 재운 소갈비살 메뉴이다.
- 이베리코 모둠: 이베리코 목살, 항정살, 갈비살 등으로 구성된 메뉴이다.

### 연혁
- 2023년 12월 : 담가화로구이 1호점 개점
- 2024년 1월 : (주)담가 법인 설립 후 프랜차이즈 사업 시작
- 2024년 9월 : KBS2 주말드라마 <다리미 패밀리> PPL 협찬[6]
- 2025년 8월 : KBS2 주말드라마 <화려한 날들> PPL 협찬[7], 전국 70호점 돌파[8]

1. ↑  “새로운 메뉴 출시: 세계적 수준의 이베리코 돼지고기를 사용한 발효숙성 프리미엄 소고기 '담가숯불구이'!”. 《파이낸스투데이》. 2025년 8월 20일에 확인함.
2. ↑  “[2TV 생생정보 맛집] ‘제육우렁이쌈밥’ 25년 내공 맛집”. 《중앙이코노미뉴스》. 2025년 8월 20일에 확인함.
3. ↑  “담가화로구이, 줄 서서 먹는 ‘프리미엄 소고기 반값’ 맛집 … 외식 창업시장 주목”. 《신아일보》. 2025년 8월 20일에 확인함.
4. ↑  “"추가주문 무조건 반값" 7일 숙성 프리미엄 소고기집 '담가화로구이', 조영구의 트렌드 핫이슈 방송”. 《이넷뉴스》. 2025년 8월 20일에 확인함.
5. ↑  “담가화로구이, 15일 2차 창업 세미나 개최…운영 시스템 및 성공 비법 공유”. 《IT비즈뉴스》. 2025년 8월 20일에 확인함.
6. ↑  “담가화로구이, KBS2 드라마 '다리미 패밀리' 제작 지원”. 《뉴스핌》. 2025년 8월 20일에 확인함.
7. ↑  “담가화로구이, KBS2 새 주말연속극 ‘화려한 날들’ 제작지원”. 《신아일보》. 2025년 8월 20일에 확인함.
8. ↑  “담가화로구이, 70호점 돌파 눈앞…KBS 드라마 통한 PPL 마케팅 본격화”. 《신아일보》. 2025년 8월 20일에 확인함.

분류:프랜차이즈